# Diego Innico Caracciolo di Martina
Diego Innico Caracciolo di Martina (Martina Franca, 18 luglio 1759 – Napoli, 24 gennaio 1820) è stato un cardinale italiano.

## Biografia
Nacque a Martina il 18 luglio 1759, era figlio del duca Francesco Caracciolo di Martina e di Stefania Pignatelli Aragona Cortés dei principi di Noia, fratello minore del futuro duca Petraccone Caracciolo di Martina.
Papa Pio VII lo elevò al rango di cardinale nel concistoro dell'11 agosto 1800, con il titolo di Sant'Agostino e fino alla nomina del cardinale Marino Carafa di Belvedere è stato il porporato italiano più giovane. Tra i vari incarichi ricoprì quello di prefetto del Supremo Tribunale della Segnatura Apostolica e prefetto della Congregazione per le indulgenze e le sacre reliquie.
Morì il 24 gennaio 1820 all'età di 60 anni.

## Genealogia episcopale
La genealogia episcopale è:
- Cardinale Scipione Rebiba
- Cardinale Giulio Antonio Santori
- Cardinale Girolamo Bernerio, O.P.
- Arcivescovo Galeazzo Sanvitale
- Cardinale Ludovico Ludovisi
- Cardinale Luigi Caetani
- Cardinale Ulderico Carpegna
- Cardinale Paluzzo Paluzzi Altieri degli Albertoni
- Papa Benedetto XIII
- Papa Benedetto XIV
- Papa Clemente XIII
- Cardinale Francesco Saverio de Zelada
- Papa Pio VII
- Cardinale Diego Innico Caracciolo di Martina

## Ascendenza
|                                                                |                                         |                                                                           | Genitori                                                                |  |  | Nonni |  |  | Bisnonni                                       |  |  | Trisnonni                                  |  |
|                                                                |                                         |                                                                           |                                                                         |  |  |       |  |  | Francesco Maria Caracciolo, IX duca di Martina |  |  | Petracone Caracciolo, VIII duca di Martina |  |
|                                                                |                                         |                                                                           |                                                                         |  |  |       |  |  | Francesco Maria Caracciolo, IX duca di Martina |  |  | Petracone Caracciolo, VIII duca di Martina |  |
|                                                                |                                         | Aurelia Maria Imperiali                                                   |                                                                         |  |  |       |  |  | Francesco Maria Caracciolo, IX duca di Martina |  |  |                                            |  |
| Petraccone Caracciolo, X duca di Martina                       |                                         |                                                                           |                                                                         |  |  |       |  |  | Francesco Maria Caracciolo, IX duca di Martina |  |  |                                            |  |
|                                                                |                                         | Eleonora Caetani                                                          | Gaetano Francesco Caetani, IX duca di Sermoneta                         |  |  |       |  |  |                                                |  |  |                                            |  |
|                                                                |                                         | Eleonora Caetani                                                          | Gaetano Francesco Caetani, IX duca di Sermoneta                         |  |  |       |  |  |                                                |  |  |                                            |  |
|                                                                |                                         | Eleonora Caetani                                                          | Costanza Barberini                                                      |  |  |       |  |  |                                                |  |  |                                            |  |
| Francesco Caracciolo, XI duca di Martina                       |                                         | Eleonora Caetani                                                          |                                                                         |  |  |       |  |  |                                                |  |  |                                            |  |
|                                                                |                                         | Niccolò d'Avalos, IV principe di Montesarchio                             | Giovanni d'Avalos, II principe di Troia                                 |  |  |       |  |  |                                                |  |  |                                            |  |
|                                                                |                                         | Niccolò d'Avalos, IV principe di Montesarchio                             | Giovanni d'Avalos, II principe di Troia                                 |  |  |       |  |  |                                                |  |  |                                            |  |
|                                                                |                                         | Niccolò d'Avalos, IV principe di Montesarchio                             | Giulia d'Avalos, IV principessa di Montesarchio                         |  |  |       |  |  |                                                |  |  |                                            |  |
| Isabella d'Avalos, contessa di Buccino                         |                                         | Niccolò d'Avalos, IV principe di Montesarchio                             |                                                                         |  |  |       |  |  |                                                |  |  |                                            |  |
|                                                                |                                         | Giovanna Caracciolo                                                       | Francesco Marino I Caracciolo, IV principe di Avellino                  |  |  |       |  |  |                                                |  |  |                                            |  |
|                                                                |                                         | Giovanna Caracciolo                                                       | Francesco Marino I Caracciolo, IV principe di Avellino                  |  |  |       |  |  |                                                |  |  |                                            |  |
|                                                                |                                         | Giovanna Caracciolo                                                       | Geronima Pignatelli                                                     |  |  |       |  |  |                                                |  |  |                                            |  |
| Diego Innico Caracciolo di Martina                             |                                         | Giovanna Caracciolo                                                       |                                                                         |  |  |       |  |  |                                                |  |  |                                            |  |
|                                                                | Niccolò Pignatelli dei principi di Noja | Giulio Pignatelli, II principe di Noja                                    |                                                                         |  |  |       |  |  |                                                |  |  |                                            |  |
|                                                                | Niccolò Pignatelli dei principi di Noja | Giulio Pignatelli, II principe di Noja                                    |                                                                         |  |  |       |  |  |                                                |  |  |                                            |  |
|                                                                | Niccolò Pignatelli dei principi di Noja | Beatrice Carafa                                                           |                                                                         |  |  |       |  |  |                                                |  |  |                                            |  |
| Diego Pignatelli, VII principe di Noja e IX duca di Monteleone | Niccolò Pignatelli dei principi di Noja |                                                                           |                                                                         |  |  |       |  |  |                                                |  |  |                                            |  |
|                                                                |                                         | Giovanna Pignatelli, VI principessa di Noja e VIII duchessa di Monteleone | Andrea Fabrizio Pignatelli, V principe di Noja e VII duca di Monteleone |  |  |       |  |  |                                                |  |  |                                            |  |
|                                                                |                                         | Giovanna Pignatelli, VI principessa di Noja e VIII duchessa di Monteleone | Andrea Fabrizio Pignatelli, V principe di Noja e VII duca di Monteleone |  |  |       |  |  |                                                |  |  |                                            |  |
|                                                                |                                         | Giovanna Pignatelli, VI principessa di Noja e VIII duchessa di Monteleone | Teresa Antonia Pimentel y Benavides                                     |  |  |       |  |  |                                                |  |  |                                            |  |
| Stefania Pignatelli                                            |                                         | Giovanna Pignatelli, VI principessa di Noja e VIII duchessa di Monteleone |                                                                         |  |  |       |  |  |                                                |  |  |                                            |  |
|                                                                |                                         | Giacomo Pignatelli, III duca di Bellosguardo                              | Fabrizio Pignatelli, II duca di Bellosguardo                            |  |  |       |  |  |                                                |  |  |                                            |  |
|                                                                |                                         | Giacomo Pignatelli, III duca di Bellosguardo                              | Fabrizio Pignatelli, II duca di Bellosguardo                            |  |  |       |  |  |                                                |  |  |                                            |  |
|                                                                |                                         | Giacomo Pignatelli, III duca di Bellosguardo                              | Laura Carafa                                                            |  |  |       |  |  |                                                |  |  |                                            |  |
| Margherita Pignatelli, V duchessa di Bellosguardo              |                                         | Giacomo Pignatelli, III duca di Bellosguardo                              |                                                                         |  |  |       |  |  |                                                |  |  |                                            |  |
|                                                                |                                         | Anna Maria di Capua                                                       | Giovanni Battista di Capua, V principe di Venafro                       |  |  |       |  |  |                                                |  |  |                                            |  |
|                                                                |                                         | Anna Maria di Capua                                                       | Giovanni Battista di Capua, V principe di Venafro                       |  |  |       |  |  |                                                |  |  |                                            |  |
|                                                                |                                         | Anna Maria di Capua                                                       | Beatrice Muscettola                                                     |  |  |       |  |  |                                                |  |  |                                            |  |
|                                                                |                                         | Anna Maria di Capua                                                       |                                                                         |  |  |       |  |  |                                                |  |  |                                            |  |